# Roger Garaudy
Roger Garaudy (Marseille, 17 juli 1913 – Chennevières-sur-Marne, 13 juni 2012) was een Frans filosoof, polemist en politicus voor de Franse Communistische Partij (PCF).
Garaudy studeerde filosofie aan de Universiteit van Aix-Marseille en werd in 1933 lid van de Franse Communistische Partij (PCF). Tijdens de Tweede Wereldoorlog zat hij een tijdlang gevangen. Van 1945 tot 1962 zetelde hij namens de communisten in het Franse parlement. Hij was ook lid van het politiek bureau en het centraal comité en als hoofd van het studiebureau was hij de voornaamste ideoloog van de PCF. Zijn kritieken op Lenin, Stalin en de interventie van de Sovjet-Unie in Tsjechoslowakije leidden ertoe dat hij in 1970 uit de partij werd gestoten, op beschuldiging van revisionisme en schending van het beginsel van proletarisch internationalisme.
Garaudy was een polemist, die zich in 1982 bekeerde tot de islam en in 1998 veroordeeld werd wegens negationisme.